# Nigel Davenport
Arthur Nigel Davenport (ur. 23 maja 1928 w Shelford, zm. 25 października 2013 w Gloucester) – brytyjski aktor filmowy i telewizyjny.

## Życiorys

### Wczesne lata
Urodził się w Shelford w hrabstwie Cambridgeshire jako syn Katherine Lucy (z domu Meiklejohn) i Arthura Henry’ego Davenporta. Jego ojciec był kwestorem w Sidney Sussex College. Uczęszczał do St Peter’s School w Seaford i Cheltenham College w Cheltenham. Studiował na wydziale filozofii, polityki i ekonomii w Trinity College w Oxfordzie.

### Kariera
Davenport po raz pierwszy pojawił się na scenie w Savoy Theatre, a następnie w Shakespeare Memorial Company, zanim dołączył do English Stage Company, jako jeden z pierwszych członków, w 1956 w Royal Court Theatre. Debiutował na ekranie w dramacie Tony’ego Richardsona Miłość i gniew (Look Back in Anger, 1958) z Richardem Burtonem. W dreszczowcu Michaela Powella Podglądacz (Peeping Tom, 1960) u boku Carla Boehma wystąpił jako policjant. Pojawił się też w jednym z odcinków serialu ITV Święty (The Saint, 1962) – pt.: „The Charitable Countess” z Rogerem Moore’em jak Simonem Templarem.
W dramacie historycznym Freda Zinnemanna Oto jest głowa zdrajcy (A Man for All Seasons, 1966) wg sztuki Roberta Bolta zagrał postać księcia Norfolka.

## Życie prywatne
Davenport był dwukrotnie żonaty, najpierw z Heleną Margaret White, którą poznał podczas studiów na Uniwersytecie w Oxfordzie. Pobrali się w 1951 i mieli córkę Laurę i syna Hugo. Jego drugą żoną była aktorka Maria Aitken, z którą miał drugiego syna – Jacka, także aktora, najbardziej znanego z występów w Piratach z Karaibów. Według Jerry’ego Bruckheimera, producenta filmów Piraci z Karaibów, Jack został obsadzony jako admirał James Norrington, częściowo z powodu zaangażowania Nigela w Orkan na Jamajce.

## Filmografia

### filmy fabularne
- 1959: Miłość i gniew (Look Back in Anger) jako podróżny
- 1960: Podglądacz (Peeping Tom) jako detektyw Miller
- 1965: Orkan na Jamajce (A High Wind in Jamaica) jako pan Thornton
- 1966: Oto jest głowa zdrajcy (A Man for All Seasons) jako książę Norfolk
- 1968: 2001: Odyseja kosmiczna (2001: A Space Odyssey) jako HAL
- 1970: Ostatnia dolina (The Last Valley) jako Gruber
- 1971: Maria, królowa Szkotów (Mary, Queen of Scots) jako Lord Bothwell
- 1973: Portret Doriana Graya (The Picture of Dorian Gray) jako sir Harry Wotton
- 1977: Wyspa doktora Moreau (The Island of Dr. Moreau) jako doktor Montgomery
- 1981: Rydwany ognia (Chariots of Fire) jako Lord Birkenhead
- 1981: Nocny jastrząb (Nighthawks) jako Peter Hartman
- 1984: Greystoke: Legenda Tarzana, władcy małp jako Jack Downing
- 1986: Caravaggio jako Marchese Giustiniani
- 1988: Po kłębku do nitki jako Lord Smithwick
- 1995: Cyrkowa pułapka jako Stadnicki
- 2000: Długość geograficzna jako sir Charles Pelham

### seriale TV
- 1966: Rewolwer i melonik jako Lord Barnes
- 1968: Rewolwer i melonik jako Robertson
- 1981: Sen nocy letniej jako Tezeusz
- 1993: Co ludzie powiedzą? jako
- 2000: David Copperfield jako Dan Peggotty
- 2000: Morderstwa w Midsomer jako William Smithers